# Sylwia Gliwa
Sylwia Gliwa (Tarnowskie Góry, 7 juni 1978) is een Poolse actrice.